# Halo Meadows
Halo Meadows (1 de mayo de 1905 – 12 de mayo de 1985) fue una actriz, escritora y dramaturga estadounidense. También utilizó Louise Howard como seudónimo.

## Primeros años
Nacida como Myrtle Louise Stonesifer en Littlestown, Pensilvania, asistió a las escuelas públicas de Littlestown. Posteriormente estudió en el Wilson College y se trasladó al Hood College, donde se licenció. Obtuvo un máster en arte dramático por la Universidad de Pensilvania, asistió a una escuela de arte dramático en Nueva York y trabajó en off-Broadway con el nombre artístico de Louise Howard.
Al parecer, el nombre de Halo Meadows fue recurrente a lo largo de su vida en su no tan secreta segunda carrera como bailarina de burlesque. Por este nombre la conoció la mayoría de la gente durante la última mitad de su vida, y por el que la conocen generalmente los fanáticos del director de cine Ed Wood en su calidad de excéntrica esposa de Criswell.

## Vida personal
Meadows se casó con Jeron Criswell King y se trasladó a Hollywood. Se convirtió en escritora y su esposo se hizo famoso en todo el país como The Amazing Criswell, un popular psíquico. Juntos escribieron libros como How Your Play Can Crash Broadway y How to Crash Tin-Pan Alley.
Halo Meadows apareció como concursante en el episodio del 27 de diciembre de 1956 del programa televisivo de concursos You Bet Your Life, presentado por Groucho Marx. Cantó su composición "Chop My Head Off".